# Пашкевич Галина Олександрівна
Гали́на Олекса́ндрівна Пашке́вич (нар.11 листопада 1936 р., м. Київ) — український ботанік, палеоетноботанік. Доктор біологічних наук (1992).

## Життєпис
У 1960 році закінчила біологічний факультет Київського державного університету ім. Т. Г. Шевченка, а у 1963-му — аспірантуру при Інституті ботаніки АН УРСР під керівництвом його директора академіка Д. К. Зерова. Кандидатську дисертацію «Четвертинна історія рослинності Житомирського Полісся» захистила у 1965 році за результатами спорово-пилкового (палінологічного) вивчення голоценових та плейстоценових відкладів.
У 1992 році захистила дисертацію на здобуття вченого ступеня доктора біологічних наук на тему: «Культурні рослини України від неоліту до середньовіччя» у формі наукової доповіді.
У 2022 у віці 85 років мусила евакуюватися з України через війну.

## Наукова діяльність
Наукова діяльність Г. Пашкевич пов'язана з трьома установами Академії наук України — Інститутом ботаніки, Інститутом археології та Інститутом геологічних наук. Брала участь у створенні Стратиграфічної Схеми четвертинних відкладів України, яка у 1975 році була затверджена Українським міжвідомчим стратиграфічним Комітетом України і знайшла застосування у практиці геологічних робіт й була відображена у колективній монографії «рос. Палеоботаническая характеристика опорных разрезов четвертичных (антропогеновых) отложений средней и южной части Украины» (Київ, 1973).
В цей же період Г. Пашкевич бере участь у дослідженнях спорово-пилкових відкладів палеоліту-неоліту України з метою відтворення умов існування давньої людини. З 1976 року як старший науковий співробітник Інституту археології АН України проводить палеоетноботанічні дослідження викопних решток рослин.
За браком коштів для лабораторних робіт змушена змінити напрям наукової діяльності, повністю відмовившись від палінологічних досліджень на користь палеоетноботанічних. У складі Міжнародної робочої групи з палеоетноботаніки працює над ювілейним виданням, присвяченим 20-літтю палеоетноботанічних досліджень на території Європи, — «англ. Progress in Old World Paleoetnobotany» (вид-во «A.A.Balkema/Rotterdam», 1991). Спеціалістів, що володіють двома методами, спорово-пилковим та палеоетноботанічним, у світі одиниці. В Україні є спеціалісти-палінологи, що використовують у дослідженнях метод спорово-пилкового аналізу, а палеоетноботанічні дослідження довгий час проводила лише Г. Пашкевич. Вона оволоділа знаннями з палеоетноботаніки, вже маючи чималий досвід наукової роботи, будучи відомим фахівцем у європейському науковому середовищі. Її палеоетноботанічними дослідженнями охоплено більш ніж 1000 пам'яток від доби неоліту до періоду Київської Русі. На підставі отриманого великого фактичного матеріалу створено цілісну концепцію історичного розвитку культурної флори Південно-Східної Європи від появи тут в неоліті перших землеробських племен і до середньовіччя. Завдяки розробці Ю. Дробишева, Г. Пашкевич однією з перших в Європі створила комп'ютерну базу палеоетноботанічних даних, включивши до неї результати багаторічних досліджень викопних рослинних решток з різночасових археологічних пам'яток України. Наукове звання старшого наукового співробітника за спеціальністю «ботаніка» Г. Пашкевич присвоєно 1990 року рішенням Президії АН СРСР.
Завдяки працям у галузі історії рослинного покриву України в плейстоцені–голоцені та реконструкціям середовища, в якому існували давні люди за часів палеоліту, мезоліту, неоліту, а також дослідженням з історії культурних рослин України Г. О. Пашкевич є відомим спеціалістом в нашій країні та за її межами. Результатами її досліджень користуються археологи, історики, ботаніки, географи, спеціалісти з рослинництва.
У вітчизняних та зарубіжних виданнях опубліковано 250 наукових статей та 9 монографій Галини Пашкевич.